# شهریارک چوک
شهریارک چوک (نام علمی: Metabolus rugensis) نام یک گونه از خانواده مگس‌گیر شهریار است.